# قصی بن کلاب
قصی بن کلاب بن مره (عربی: قصي بن كلاب بن مرة‎, Qusayy ibn Kilāb ibn Murrah؛ حدود ۴۰۰–۴۸۰ میلادی)، که به صورت قصی، کُسی، کسای یا کُسای نیز نوشته شده‌است، نام اصلی‌اش زید (عربی: زيد‎) بود. او که در کودکی یتیم شد، بعدها به مقام سروری مکه و رهبری قبیله قریش دست یافت. او بیشتر به عنوان یکی از نیاکان پیامبر اسلام محمد شناخته می‌شود، همچنین جد سوم و چهارم خلفای راشدین، عثمان بن عفان و علی بن ابی‌طالب، و نیز بنیان‌گذار سلسله‌های امویان، عباسیان و چندین دودمان برجستهٔ بنی‌هاشم در شرق بوده‌است.

## پیشینه
پدر او کلاب بن مره بود که در دوران نوزادی قصی درگذشت. بر اساس سنت اسلامی، او از نوادگان ابراهیم (ابراهیم) از طریق پسرش اسماعیل بود. برادر بزرگ‌تر او، زهره بن کلاب، نیای قبیله بنی زهره بود. پس از مرگ پدرش، مادرش فاطمه بنت سعد بن سیل با ربیعه بن حرام از قبیله بنی‌عذره ازدواج کرد. ربیعه او را با خود به شام برد و در آنجا صاحب پسری به نام درّاج شد. عموی او تیم بن مره فرزند مره بن کعب فرزند لؤی بن غالب فرزند فهر بن مالک فرزند نضر بن کنانه بود که از قبیله قریش البطاح (یعنی قریشیانی که در نزدیکی کعبه در مکه ساکن بودند) محسوب می‌شد.

## زندگی در شام
قصی در حالی بزرگ شد که ناپدری‌اش، ربیعه، را همچون پدر خود می‌پنداشت. اما هنگامی که میان او و برخی از افراد قبیله ربیعه نزاعی درگرفت، آنان او را سرزنش کرده و آشکار ساختند که هرگز او را یکی از خود نمی‌دانند. قصی نزد مادرش شکایت برد و او پاسخ داد: «ای پسرم، نسب تو شریف‌تر از آنان است، تو فرزند کلاب بن مره هستی و قومت در نزدیکی خانه مقدس در مکه زندگی می‌کنند.» بدین سبب، قصی شام را ترک کرده و به مکه بازگشت.

## زندگی در مکه
هنگامی که قصی به سن بلوغ رسید، حلیل بن حبشیه، رئیس قبیله بنی‌خزاعه، متولی و نگهبان کعبه بود. قصی از او خواستگاری کرد و با دخترش، حبه بنت هلیل، ازدواج نمود. پس از درگذشت حلیل، که پس از نبردی به داوری ختم شد، او کلیدهای کعبه را به دخترش حبه سپرد. حلیل، قصی را به جانشینی خود بر فرزندانش ترجیح داد و طبق وصیت او، قصی پس از وی به تولیت کعبه دست یافت.
قصی نزدیک‌ترین خویشاوندانش از قریش را گرد آورد و آنان را در دره مکه، در کنار مسجدالحرام، ساکن کرد – برادرش زهره بن کلاب، عمویش تیم بن مره، پسر عموی دیگرش مخزوم بن یقصه و دیگر عموزادگانش، جُمح و سهم که نسبت دور‌تری داشتند. اینان و فرزندانشان به عنوان قریش البطاح (قریش دره‌نشین) شناخته می‌شدند، در حالی که خویشاوندان دورتر او در دره‌های کوه‌های اطراف و نواحی بیرونی ساکن شده و به قریش الظواهر (قریش حومه‌نشین) معروف شدند.
قصی به شکل یک پادشاه حکومت می‌کرد. او کعبه را که دچار فرسودگی شده بود، بازسازی کرد و اعراب را تشویق نمود که خانه‌های خود را پیرامون آن بنا کنند. او همچنین نخستین «تالار شهر» را در شبه‌جزیره عربستان ساخت، که یک اقامتگاه وسیع بود و به «دارالندوه» شهرت یافت. سران قبایل مختلف در این تالار گرد هم می‌آمدند تا درباره مسائل اجتماعی، تجاری، فرهنگی و سیاسی بحث کنند. قصی قوانینی وضع کرد که زائران مکه در ایام حج، از تأمین غذا و آب برخوردار باشند و هزینه آن را از مالیاتی که مردم پرداخت می‌کردند، تأمین نمود. او وظایف مربوط به پذیرایی از زائران، نگهداری از کعبه، جنگ، و ایجاد صلح میان قبایل گوناگون ساکن در مکه را میان مردم تقسیم کرد.

## فرزندان
قصی دارای پسران متعددی بود که از جمله آن‌ها می‌توان به عبد (نیای مادری فاطمه بنت عمرو)، عبدالدار، عبد مناف و عبدالعزی اشاره کرد. از ویژگی‌های برجستهٔ خاندان قصی این بود که در هر نسل، یک فرد به‌طور خاص برجسته و ممتاز می‌شد. در میان چهار پسرش، عبد مناف در زمان حیاتش از جایگاه والایی برخوردار بود. با این حال، قصی فرزند نخست خود، عبدالدار را ترجیح می‌داد، گرچه او کم‌توان‌ترین در میان فرزندانش بود. از همین رو، او عبد مناف، پسر دومش، را به‌دلیل افتخار و اعتبارش مورد توجه قرار داد. اندکی پیش از مرگ، قصی تمامی حقوق، اختیارات و مالکیت دارالندوه را به عبد مناف منتقل کرد.